# Championnats du monde de lutte 1963
Les  Championnats du monde de lutte 1963 se sont tenus du 31 mai au 2 juin 1963 à Sofia pour la lutte gréco-romaine et du 1er au 3 juillet 1963 à Helsingborg pour la lutte libre. 

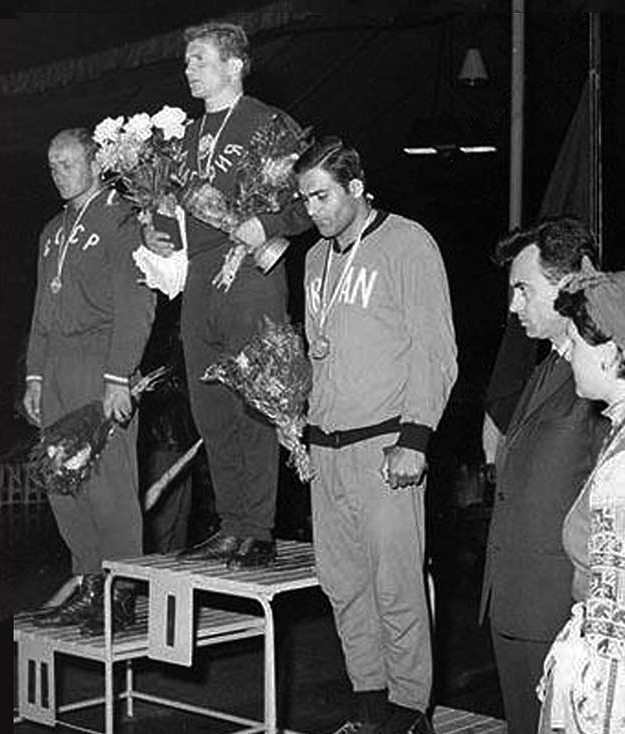
Podium de l'épreuve de lutte libre dans la catégorie des moins de 87 kg.

## Hommes

### Lutte gréco-romaine
| Épreuves | Or                     | Argent                   | Bronze               |
| -------- | ---------------------- | ------------------------ | -------------------- |
| 52 kg    | Borivoj Vukov (YUG)    | Ignazio Fabra (ITA)      | Sergey Rybalko (URS) |
| 57 kg    | János Varga (HUN)      | Jiří Švec (TCH)          | Dinko Petrov (BUL)   |
| 63 kg    | Gennady Sapunov (URS)  | Imre Polyák (HUN)        | Ivan Ivanov (BUL)    |
| 70 kg    | Stevan Horvat (YUG)    | David Gvantseladze (URS) | Klaus Rost (FRG)     |
| 78 kg    | Anatoliy Kolesov (URS) | Rudolf Vesper (GDR)      | Bertil Nyström (SWE) |
| 87 kg    | Tevfik Kış (TUR)       | Branislav Simić (YUG)    | György Gurics (HUN)  |
| 97 kg    | Rostom Abashidze (URS) | Nicolae Martinescu (ROU) | Hamit Kaplan (TUR)   |
| +97 kg   | Anatoly Roshchin (URS) | Ragnar Svensson (SWE)    | James Raschke (USA)  |

### Lutte libre
| Épreuves | Or                        | Argent                   | Bronze                   |
| -------- | ------------------------- | ------------------------ | ------------------------ |
| 52 kg    | Cemal Yanılmaz (TUR)      | Ali Aliyev (URS)         | Stoyko Malov (BUL)       |
| 57 kg    | Aydin Ibrahimov (URS)     | Hiroshi Ikeda (JPN)      | Mladen Georgiev (BUL)    |
| 63 kg    | Osamu Watanabe (JPN)      | Ebrahim Seifpour (IRN)   | Stancho Kolev (BUL)      |
| 70 kg    | Iwao Horiuchi (JPN)       | Zarbeg Beriashvili (URS) | Gregory Ruth (USA)       |
| 78 kg    | Guram Sagaradze (URS)     | Petko Dermendzhiev (BUL) | İsmail Ogan (TUR)        |
| 87 kg    | Prodan Gardzhev (BUL)     | Anatoly Albul (URS)      | Mansour Mehdizadeh (IRN) |
| 97 kg    | Aleksandr Medved (URS)    | Valcho Kostov (BUL)      | Hamit Kaplan (TUR)       |
| +97 kg   | Aleksandr Ivanitsky (URS) | Lyutvi Ahmedov (BUL)     | János Reznák (HUN)       |